# Cimburk (hradiště)
Cimburk je pravěké a raně středověké hradiště na jižním okraji Kutné Hory ve Středočeském kraji. Nachází se na rozhraní katastrálních území Bylany u Kutné Hory a Kutná Hora na ostrožně nad levým břehem řeky Vrchlice. Lokalita je chráněná jako kulturní památka.

## Historie
Hradiště pojmenované podle bývalého mlýna pojmenovaného podle bývalého hradu bylo poprvé osídleno a opevněno v eneolitu příslušníky kultury s nálevkovitými poháry. Osídlení na ostrožně existovalo i v době bronzové a halštatské, během které bylo místo znovu opevněno. Poslední opevnění pochází z doby hradištní, kdy se zde nacházelo dvoudílné hradiště.
V raném středověku se hradiště nacházelo mimo hlavní přemyslovskou doménu a ve své starší fázi náleželo ke kolínsko-kouřimskému regionu. Nepatřilo tedy mezi správní a hospodářská centra, ale plnilo roli občasného sídliště a útočiště. Je také možné, že souviselo s existencí kutnohorského rudonosného pásma, které Přemyslovci využívali pravděpodobně už od první poloviny desátého století.
První archeologický výzkum lokality vedl v osmdesátých letech devatenáctého století Emanuel Leminger v souvislosti se zřízením vojenské střelnice v prostoru předhradí, při kterém došlo k rozsáhlým úpravám terénu. Další výzkum Evy Lehečkové proběhl v letech 1968–1969 a v letech 1989–1990 lokalitu zkoumali manželé Milan Zápotocký a Marie Zápotocká.

## Stavební podoba
Hradiště bylo postaveno na náhorní plošině zvané Homole a ohraničené údolími řeky Vrchlice a potoka Bylanky. Ostrožna je dlouhá asi 450 metrů a její šířka dosahuje 70–200 metrů. Svahy v údolí Vrchlice jsou skalnaté a velmi příkré.
Eneolitické opevnění vzniklo v období baalberské fáze kultury s nálevkovitými poháry. Tvořila je dvojice valů a příkopů se šikmými stěnami a plochým dnem. Příkopy byly 5,5–7 metrů daleko od sebe. Jejich šířka se pohybovala v rozmezí čtyři až pět metrů a dosahovaly hloubky až dva metry. Oba příkopy byly přerušeny 5,7–6,5 metru širokým pruhem, který umožňoval vstup do hradiště. Materiál vytěžený z příkopů byl použit k navršení hliněných valů zpevněných kameny. Linie opevnění vedla asi třicet metrů od úpatí akropole, podle kterého se obloukovitě stáčela. Rozloha opevněné plochy byla asi dva hektary.
V poloze Střelnice bylo v roce 1969 odkryto další opevnění z doby halštatské, které tvořil příkop, berma a val s palisádou. Na akropoli byla výzkumem zjištěna hradba s komorovou konstrukcí z období štítarské kultury v době bronzové. V prozkoumané části nároží se nacházela věž nebo bastion.